# Ideopsis hyria
Ideopsis hyria är en fjärilsart som beskrevs av Hans Fruhstorfer 1910. Ideopsis hyria ingår i släktet Ideopsis och familjen praktfjärilar. Inga underarter finns listade i Catalogue of Life.